# Gheorghe Bujorean
Gheorghe Bujorean (n. 11 iulie 1893, Bosanci, Suceava, Austro-Ungaria – d. 22 iunie 1971, Timișoara) a fost un botanist, fitocenolog, florist și ecolog român. Fondator al ecologiei experimentale românești. Inventator de aparatură de specialitate (atmometru de pământ, geohidrometru, drosometru automat, natursond). George Bujorean a descris peste 100 unități sistematice noi pentru flora României și 12 unități noi pentru știință și a contribuit cu aproape 400 de specii la editarea lucrării ,,Flora Romaniae Exiccata”. Activitate științifică se concretizează în publicarea a peste 150 de lucrări și 16 invenții. Între anii 1901-1907 a urmat cursurile școlii primare în comuna natală Bosanci, apoi cele ale vestitului liceu sucevean, azi ,,Ștefan cel Mare”. A participat voluntar la primul război mondial după care a urmat Facultatea de Științe a Universității din Cluj, promoția 1925. Doctor în biologie (1930)  și doctor docent (1935). Din anul 1945 a devenit titularul catedrei de botanică a Facultății de agronomie din Timișoara.

## Distincții
- titlul de Profesor Emerit al Republicii Populare Romîne (18 august 1964) „pentru activitate deosebită în domeniul cercetării științifice și contribuție la dezvoltarea învățămîntului superior”[14]